# Luca Turin
Luca Turin (* 20. November 1953 in Beirut) ist ein italienischer Biophysiker und Autor, der sich mit dem Geruchssinn, Parfumerie und der Riechstoffbranche befasst.

## Biografie
Turin ist das Kind argentinisch-italienischer Eltern, er wuchs in Frankreich, Italien und der Schweiz auf. Er studierte am University College London (UCL) Physiologie und Biophysik und wurde dort promoviert. 1988 begann Turin bei Henri Korn am Institut Pasteur zu arbeiten. Er verlor seine Stellung, nachdem er Korn vorgeworfen hatte, dass einige seiner Forschungsergebnisse auf Fälschungen beruhten. Später arbeitete er an den National Institutes of Health in North Carolina. Danach zog er nach London und unterrichtete Biophysik am University College London.
2001 wurde er als Technischer Leiter bei der eben gegründeten Firma Flexitral in Chantilly (Virginia) angestellt. 2009 bis 2011 forschte er am Massachusetts Institute of Technology (MIT), von 2011 bis 2013 am Alexander Fleming Biomedical Sciences Research Center in Athen, 2014 war er Gastprofessor am Institut für Theoretische Physik der Universität Ulm.

## Geruchswahrnehmung durch Schwingungen
Turin griff eine Theorie von Malcolm Dyson (1938) auf, dass der Geruchssinn nicht durch Formerkennung mittels Rezeptoren funktioniere, sondern wie ein Spektrometer, d. h., dass Gerüche aufgrund der unterschiedlichen Schwingungsfrequenzen von Molekülen unterschieden werden. Die Theorie ist jedoch umstritten. Eine wichtige Folge dieser These wäre der Isotopeneffekt, dass z. B. die gewöhnliche und die deuterierte Variante einer Verbindung aufgrund der unterschiedlichen Schwingungsfrequenz auch unterschiedlich riechen müssten – trotz der gleichen Form.
Haffenden u. a. zeigten 2001 in einer Studie, dass Menschen den Geruch von gewöhnlichem und von deuteriertem Benzaldehyd unterscheiden können 2011 veröffentlichten Turin und seine Kollegen einen Artikel in PNAS, dass Fruchtfliegen zwischen Geruchsstoffen und deren deuterierten Varianten unterscheiden können. 2013 veröffentlichten Turin und seine Kollegen eine Studie in PLoS ONE, dass Menschen gewöhnliches und deuteriertes Moschus leicht am Geruch unterscheiden können. Dabei gibt es einen Schwellenwert, erst ab einem Anteil von 14 Deuterium-Atomen, d. h. einer 50%igen Deuterierung, können Menschen den Duft unterscheiden. Nach Turin ist der Geruchssinn eine biologische Methode der Spektroskopie und wäre daher ein Beispiel für Quantenbiologie.

## Werke (Auswahl)

### Bücher
- Luca Turin: Parfums. Le guide (french). 1992, ISBN 978-2-86665-163-3.
- Luca Turin: The Secret of Scent: Adventures in Perfume and the Science of Smell. Ecco, New York 2006, ISBN 0-06-113383-3.
- Luca Turin, Tania Sanchez: Perfumes: The A-Z Guide - Hardcover. Penguin, 2008, ISBN 978-0-670-01865-9.
- Luca Turin, Tania Sanchez: Perfumes: The A-Z Guide - Paperback (new reviews(~450) and new Top 10 lists). Penguin, 2009, ISBN 978-0-14-311501-4.
- Luca Turin, Tania Sanchez: Das kleine Buch der großen Parfums. Die einhundert Klassiker (Übersetzung von Miriam Mandelkow, Frauke Czwikla und Christian Detoux). Zürich: Dörlemann, 2013, ISBN 978-3-908777-86-1.

### Artikel
- Luca Turin: A Spectroscopic Mechanism for Primary Olfactory Reception. In: Chemical Senses. 21. Jahrgang, Nr. 6. Oxford Journals, 1996, S. 773–791, doi:10.1093/chemse/21.6.773, PMID 8985605 (oxfordjournals.org [PDF]).

- Von Juli 2003 bis Juli 2010 verfasste Luca Turin monatlich eine Kolumne mit dem Titel „Duftnote“ im NZZ Folio.